# In Our Nature
In Our Nature é o segundo álbum do cantor e compositor sueco José González. Foi lançado em 25 de setembro de 2007 pela Mute Records nos Estados Unidos da Améria, Imperial Recordings na Suécia e Peacefrog Records no Reino Unido. As letras estão centradas na condição humana, ou a natureza a qual o título se refere. Apesar da sonoridade ainda estar baseada no violão e no vocal como em seu álbum de estréia, batidas de palmas, backing vocals e sintetizadores se somam ao som de José neste segundo disco.
Na Suécia, o primeiro single foi "Killing for Love", enquanto no resto da Europa foi "Down the Line". Ambos singles tiveram como lado-b uma cover de "Smalltown Boy" do Bronski Beat.

## Faixas
Todas as canções escritas por José González, exceto quando especificado.
1. "How Low" – 2:43
2. "Down the Line" – 3:15
3. "Killing for Love" – 3:07
4. "In Our Nature" – 2:46
5. "Teardrop" (Robert Del Naja, Grant Marshall, Andrew Vowles, Elizabeth Fraser) – 3:38
6. "Abram" – 1:51
7. "Time to Send Someone Away" (González, Matthias Bergqvist) – 2:51
8. "The Nest" – 2:27
9. "Fold" – 2:59
10. "Cycling Trivialities" – 8:09
11. "You're an Animal" – 4:18 (faixa bônus no iTunes Store)

## Singles
- "Down the Line" (2007-set-10) (Reino Unido)
  - b/w "Smalltown Boy"
- "Killing for Love" (2007-set-19) (Suécia)
  - b/w "Smalltown Boy"
- "Teardrop" (2007-nov-12)
  - b/w "Four Forks Ache"
- "Killing for Love" (2008-jan-14) (apenas para download no Reino Unido)
  - b/w "Neon Lights"
- "Down the Line" (2008-fev-20) (Suécia)
  - b/w "Neon Lights"

## Citações
- "Eu gosto de brincar com o simbolismo."
  - "I like playing with symbolism"[1]
- "Neste álbum eu quis trazer à tona os aspectos primitivos dos seres humanos"
  - "On this album I've wanted to bring out the primitive aspects of human beings"[1]

## Créditos
- José González – vocais, guitarra
- Y. Nagano – backing vocals
- E. Bodin – percussão
- H. Wirenstrand – sintetizador